# Cabinet fantôme Starmer
 (avril 2020).
Si vous disposez d'ouvrages ou d'articles de référence ou si vous connaissez des sites web de qualité traitant du thème abordé ici, merci de compléter l'article en donnant les références utiles à sa vérifiabilité et en les liant à la section « Notes et références ».
Royaume-Uni
Corbyn Sunak
Le cabinet fantôme Starmer est le cabinet fantôme britannique nommé par le chef de l'opposition Keir Starmer à l'issue de son élection à la direction du Parti travailliste. Il est constitué par des députés du Parti travailliste. Il fait face aux gouvernements conservateurs Johnson II, Truss et Sunak.

## Composition initiale

### Membres du cabinet fantôme
| Fonction | Titulaire | Titulaire | Titulaire                    | Remarques |
| --- | --------- | --------- | ---------------------------- | --------- |
| Chef de l'Opposition Leader of the Opposition |           |           | Keir Starmer                 |           |
| Chef adjointe du Parti travailliste Première secrétaire d'État fantôme Deputy Leader of the Labour Party Shadow First Secretary of State                     |           |           | Angela Rayner                |           |
| Présidente du parti travailliste Chancelier de l'Échiquier fantôme Chair of the Labour Party Shadow Chancellor of the Exchequer                              |           |           | Anneliese Dodds              |           |
| Secrétaire d'État fantôme des Affaires étrangères Shadow Secretary of State for Foreign and Commonwealth Affairs                                             |           |           | Lisa Nandy                   |           |
| Secrétaire d'État fantôme à l'Intérieur Shadow Home Secretary                                                                                                |           |           | Nick Thomas-Symonds          |           |
| Chancelier du Duché de Lancastre fantôme Shadow Chancellor of the Duchy of Lancaster                                                                         |           |           | Rachel Reeves                |           |
| Lord Chancelier fantôme Secrétaire d'État fantôme à la Justice Shadow Lord Chancellor Shadow Secretary of State for Justice                                  |           |           | David Lammy                  |           |
| Secrétaire d'État fantôme à la Défense Shadow Secretary of State for Defence                                                                                 |           |           | John Healey                  |           |
| Secrétaire d'État fantôme aux Entreprises, à l'Énergie et à la Stratégie industrielle Shadow Secretary of State for Business, Energy and Industrial Strategy |           |           | Ed Miliband                  |           |
| Secrétaire d'État fantôme au Commerce international Shadow Secretary of State for International Trade                                                        |           |           | Emily Thornberry             |           |
| Secrétaire d'État fantôme au Travail et aux Retraites Shadow Secretary of State for Work and Pensions                                                        |           |           | Jonathan Reynolds            |           |
| Secrétaire d'État fantôme à la Santé et à la Sécurité sociale Shadow Secretary of State for Health and Social Care                                           |           |           | Jonathan Ashworth            |           |
| Secrétaire d'État fantôme à l'Éducation Shadow Secretary of State for Education                                                                              |           |           | Rebecca Long Bailey          |           |
| Secrétaire d'État fantôme au Numérique, à la Culture, aux Médias et aux Sports Shadow Secretary of State for Digital, Culture, Media and Sport               |           |           | Jo Stevens                   |           |
| Secrétaire en chef fantôme du Trésor Shadow Chief Secretary to the Treasury                                                                                  |           |           | Bridget Phillipson           |           |
| Secrétaire d'État fantôme à l'Environnement, à l'Alimentation et aux Affaires rurales Shadow Secretary of State for Environment, Food and Rural Affairs      |           |           | Luke Pollard                 |           |
| Secrétaire d'État fantôme aux Communautés et au Gouvernement local Shadow Secretary of State for Communities and Local Government                            |           |           | Steve Reed (homme politique) |           |
| Secrétaire d'État fantôme au Logement Shadow Secretary of State for Housing                                                                                  |           |           | Thangam Debbonaire           |           |
| Secrétaire d'État fantôme aux Transports Shadow Secretary of State for Transport                                                                             |           |           | Jim McMahon                  |           |
| Secrétaire d'État fantôme au Développement international Shadow Secretary of State for International Development                                             |           |           | Preet Gill                   |           |
| Secrétaire d'État fantôme pour l'Irlande du Nord Shadow Secretary of State for Northern Ireland                                                              |           |           | Louise Haigh                 |           |
| Secrétaire d'État fantôme pour l'Écosse Shadow Secretary of State for Scotland                                                                               |           |           | Ian Murray                   |           |
| Secrétaire d'État fantôme pour le Pays de Galles Shadow Secretary of State for Wales                                                                         |           |           | Nia Griffith                 |           |
| Secrétaire d'État fantôme pour les Femmes et les Égalités Shadow Secretary of State for Women and Equalities                                                 |           |           | Marsha de Cordova            |           |
| Secrétaire d'État fantôme pour les Droits et les Protections en matière d'emploi Shadow Secretary of State for Employment Rights and Protections             |           |           | Andy McDonald                |           |

### Membres participants aux réunions du cabinet fantôme
| Fonction | Titulaire | Titulaire | Titulaire         | Remarques |
| --- | --------- | --------- | ----------------- | --------- |
| Ministre fantôme à la Santé mentale Shadow Minister for Mental Health                                              |           |           | Rosena Allin-Khan |           |
| Ministre fantôme des Jeunes et de l'Engagement des électeurs Shadow Minister for Young People and Voter Engagement |           |           | Cat Smith         |           |
| Procureur général du cabinet fantôme Shadow Attorney General for England and Wales                                 |           |           | Charles Falconer  |           |
| Leader fantôme de la Chambre des communes Shadow Leader of the House of Commons                                    |           |           | Valerie Vaz       |           |
| Whip en chef à la Chambre des communes Opposition Chief Whip in the House of Commons                               |           |           | Nick Brown        |           |
| Leader fantôme de la Chambre des lords Shadow Leader of the House of Lords                                         |           |           | Angela Smith      |           |
| Whip en chef à la Chambre des lords Opposition Chief Whip in the House of Lords                                    |           |           | Tommy McAvoy      |           |